# Escuela neoplatónica de Alejandría

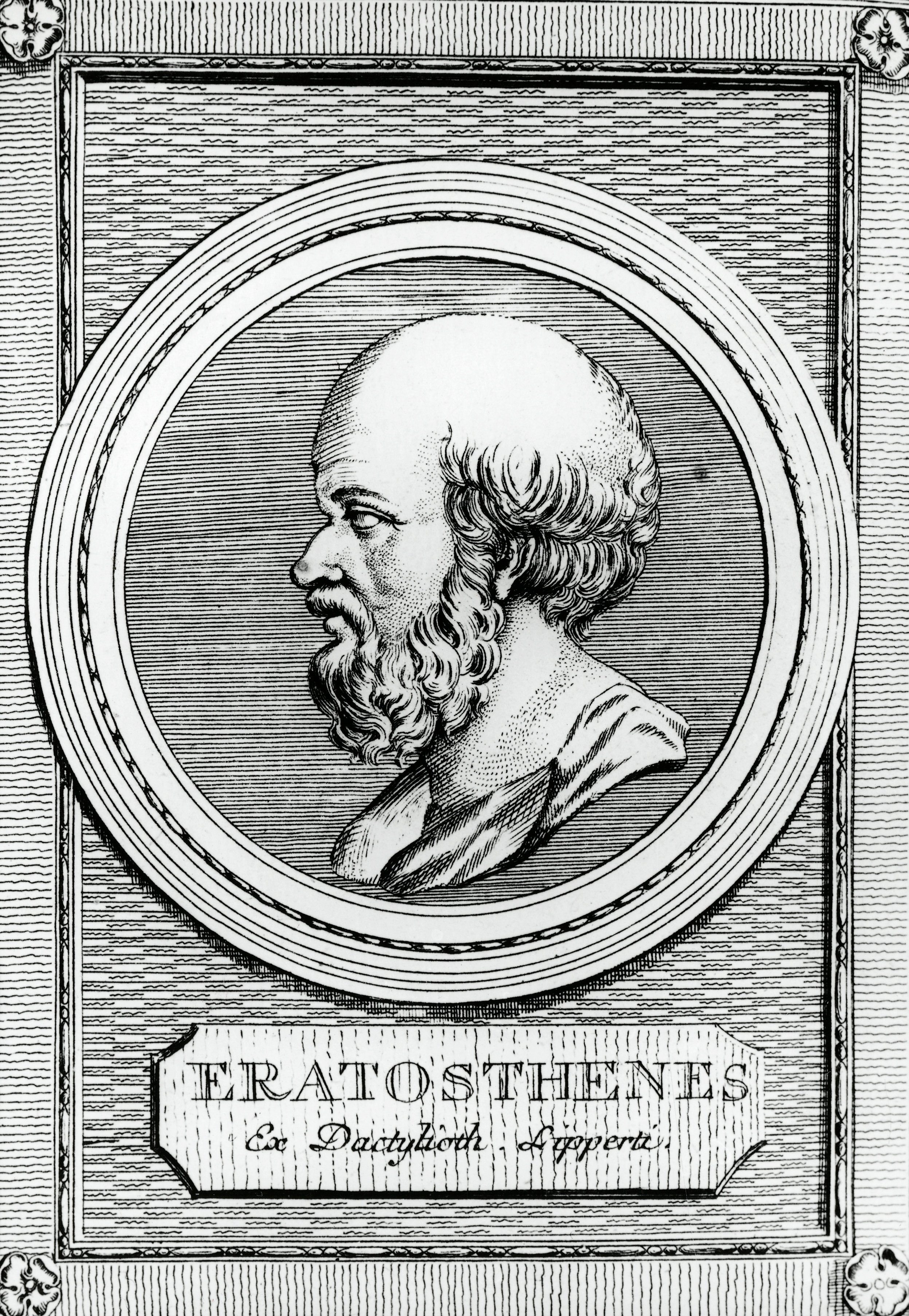
Eratóstenes en el arte

La Escuela de Alejandría o Escuela neoplatónica de Alejandría fue una corriente de filosofía que se desarrolló en el Egipto helenístico y romano entre los siglos III y VII d. C., caracterizada por la tendencia a la erudición y al sincretismo entre ideas filosóficas (tomadas del neoplatonismo y la filosofía de Aristóteles) y religiosas (procedentes del gnosticismo y el cristianismo). Su actividad concluyó con la conquista musulmana de Egipto en el año 640. 
Fue una institución bien organizada, con lugares para estudio práctico y con aulas.[cita requerida] Las primeras disecciones en cadáveres médicos para el desarrollo de la anatomía se hicieron en esta escuela, además de que formó a Herófilo, el padre de la anatomía, que por ejemplo describió en esta escuela el duodeno, contando 12 traveces de dedo;[cita requerida] hizo estudios profundos del cerebro y sus capas, incluyendo cerebelo, tallo cerebral, dura madre, piamadre, aracnoides, diferencia de cerebro de cerebelo;[cita requerida] nota la procedencia cerebral y se da cuenta de que los nervios transmitían una suerte de energía que motivaba la sensibilidad de las personas;[cita requerida] en esplacnología describe todo el bazo.[cita requerida] No se conoce obras escritas por Herófilo, pero sí citas de sus alumnos. 
Areteo de Capadocia fue formado en esta escuela;[cita requerida] fue el primero en nombrar la diabetes como una enfermedad relacionada con el azúcar, ya que veía que el paciente diabético tenía una orina dulce que atraía hormigas y tenía la costumbre de beber un poco de la orina y esta tenía un gusto dulzón.[cita requerida] Aristófanes, el padre de la comedia, viendo esta conducta, denominó a los discípulos de Areteo «coprófagos».[cita requerida]
La escuela de Alejandría tomó importancia por la gran biblioteca.
Los nombres más conocidos de esta escuela son Hipatia, Sinesio de Cirene y Olimpiodoro el Joven. Otros miembros de la misma son Hierocles de Alejandría, Hermeia de Alejandría, Amonio de Hermia, Juan Filopón, Asclepio el Joven, Alejandro de Licópolis, Esteban de Alejandría, Asclepiodoto de Alejandría, Alcmeón de Crotona, quien trabajó todo conocimiento sobre la rama de la neurología; Erasístrato, padre de la fisiología en el mundo antiguo, Nemesio y Juan Lidos.
Esta escuela filosófica no debe confundirse con: 1) la escuela filológica de Alejandría, a la que pertenece por ejemplo Aristarco de Samotracia, quinto bibliotecario del Museo de Alejandría (217-143 a. C.); 2) el platonismo medio o platonismo ecléctico defendido por Eudoro de Alejandría (año 40 d. C.); 3) la escuela catequística de Alejandría, escuela de exégesis cristiana a la que pertenecen, entre otros, Clemente de Alejandría y Orígenes, y alternativamente Filón de Alejandría; 4) la escuela neoplatónica de Atenas, fundada por Plutarco de Atenas hacia el año 400, que alcanzó su apogeo con Proclo y llegó a su fin con Damascio y Simplicio en el año 529. No obstante, la Escuela de Alejandría mantuvo un contacto estrecho con la Escuela neoplatónica de Atenas, por lo que algunos historiadores consideran que ambas forman un mismo proceso de cambio.